# Morinda neocaledonica
Morinda neocaledonica là một loài thực vật có hoa trong họ Thiến thảo. Loài này được (S.Moore) Guillaumin mô tả khoa học đầu tiên năm 1930.